# Jaborosa laciniata
Jaborosa laciniata är en potatisväxtart som först beskrevs av John Miers, och fick sitt nu gällande namn av A.T. Hunziker och G. Barboza. Jaborosa laciniata ingår i släktet Jaborosa och familjen potatisväxter. Inga underarter finns listade i Catalogue of Life.